# Bundesstraße 496

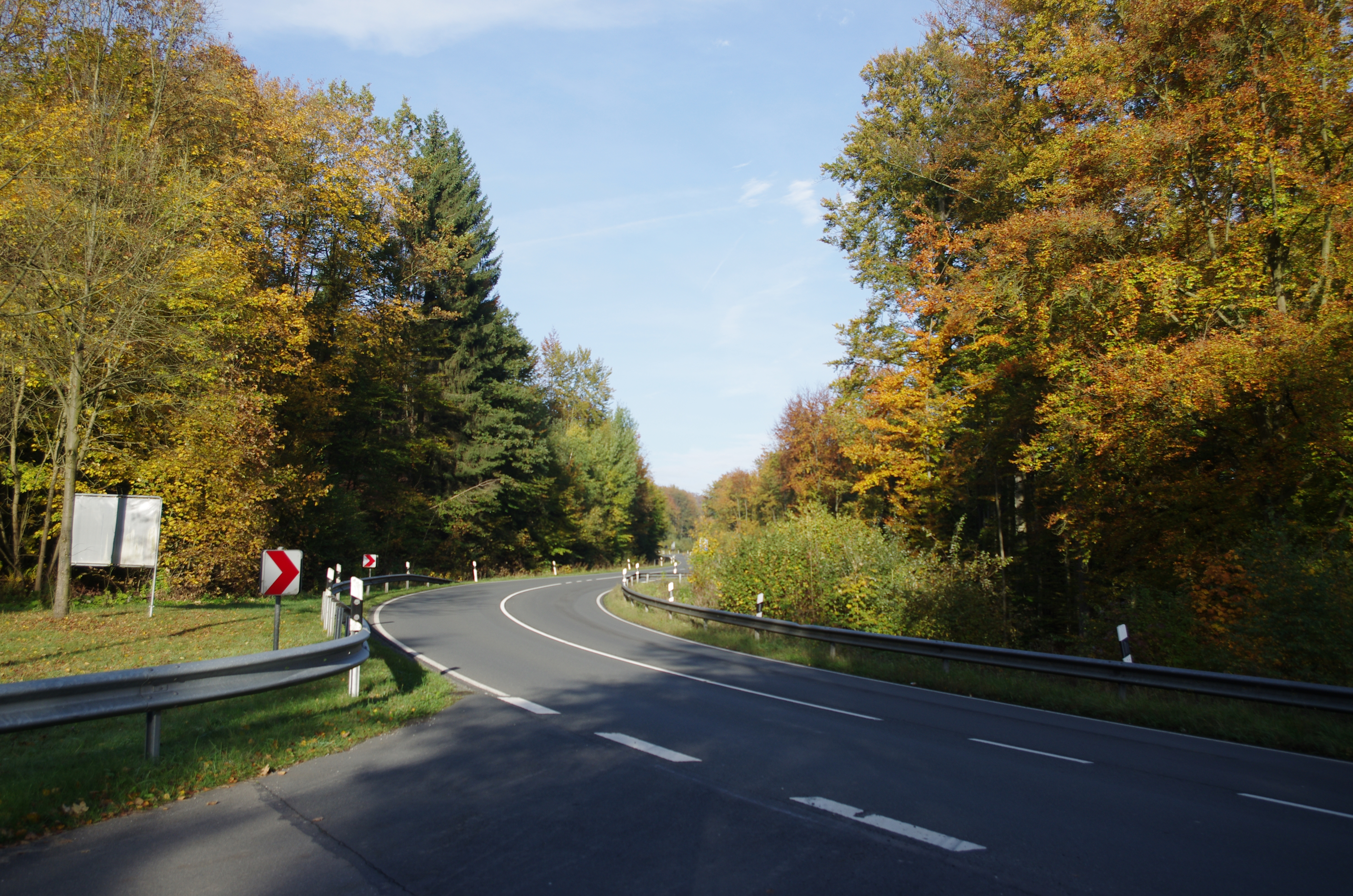
Die B 496 beim Parkplatz Steinbachtal südlich Bonaforth, einem Ortsteil von Hann. Münden

Die Bundesstraße 496 (Abkürzung: B 496) ist eine deutsche Bundesstraße im südlichen Niedersachsen.

## Geschichte/Weiteres
Die Bundesstraße 496 wurde Anfang der 1970er Jahre eingerichtet, um den Anschluss der Stadt Hann. Münden an die Bundesautobahn 7 zu verbessern. Dazu wurde auch die Ausfahrt, an der die Bundesstraße 496 endet, neu gebaut.